# Нчеленге
Нчеленге (англ. Nchelenge) — город на севере Замбии.

## География
Находится в провинции Луапула, на юго-восточном побережье озера Мверу, недалеко от границы с ДРК. Абсолютная высота — 920 метров над уровнем моря.

## Инфраструктура
Имеются паромные переправы до островов Килва и Исокве на озере Мверу. Город является конечным пунктом на хорошей дороге, идущей через всю провинцию Луапула с юга. На север от Нчеленге идёт грунтовая дорога до города Чиенги на северо-восточной оконечности озера. Основными проблемами Нчеленге являются нехватка чистой питьевой воды и плохая инфраструктура. Около 25 % населения города ВИЧ-инфицированы, часты случаи заболевания холерой.

## Население
По данным на 2013 год численность населения составляет 46 876 человек.
Динамика численности населения города по годам:
| 1990   | 2000   | 2013   |
| ------ | ------ | ------ |
| 15 436 | 20 709 | 30 180 |